# محافظة البحيرة (تشاد)
تشير هذه المقالة إلى إحدى محافظات تشاد السابقة. من عام 2002 قُسّمت البلاد إلى 23 إقليم.

كانت البحيرة واحدة من 14 محافظة في تشاد. تقع في غرب البلاد، وتغطي مساحة 22،320 كيلومتر مربع وبلغ عدد سكانها 252،932 نسمة في عام 1993.
 كانت عاصمتها بول.